# Осипов, Алексей Александрович (генерал-майор)
Алексей Александрович Осипов (27 февраля [11 марта] 1898, Сопели, Санкт-Петербургская губерния — 27 января 1978, Москва) — советский военный деятель, генерал-майор артиллерии (04.06.1940).

## Биография
Родился 27 февраля (11 марта) 1898 года в деревне Сопели (ныне — в Кировском районе Ленинградской области) в крестьянской семье, русский.

### Образование
Окончил 1-е Саратовские пехотные командные курсы (1920), Киевскую высшую объединённую школу командиров РККА имени С. С. Каменева (1927), Военную академию РККА им. М. В. Фрунзе (1933) и Высшие академические курсы при Высшей военной академии им. К. Е. Ворошилова (1950).

### Деятельность
На военной службе в РККА находился с сентября 1918 года. Участник Гражданской войны в России, служил командиром роты. После окончания войны, в мае 1924 года, был назначен командиром 2-й зенитной батареи Батумского берегового дивизиона, в январе 1925 года — командиром отдельной железнодорожной батареи, в августе этого же года — командиром 34-го отдельного артдивизиона. С 1927 по 1930 годы он служил командиром роты 56-го стрелкового полка. С 1933 года Осипов — начальник штаба Туркестанского горнострелкового полка, с 1934 года — 1-го территориального пулеметного полка Московского военного округа. С апреля 1935 года служил в штабе этого же округа помощником начальника отдела ПВО, с марта 1937 года — начальником этого отдела, с октября 1938 года — начальником 1-го оперативного отдела.
Осенью 1937 года рассматривался вопрос о назначении комбрига А. А. Осипова начальником ПВО города Баку, но назначение не состоялось ввиду подписанной Г. М. Маленковым справки, в которой оказалось обвинение в сочувствии к правому оппортунизму в 1929 году и обращено внимание, что его жена является уроженкой Польши и может иметь связи за границей. Вместо повышения по службы А. А. Осипов тогда получил партийное взыскание и некоторое время оставался без нового назначения.
Был участником в военных операциях на озере Хасан и реке Халхин-Гол. С января 1940 года стал командиром 1-го корпуса ПВО, с июня — помощником командующего войсками Московского военного округа по ПВО, а с апреля 1941 года — одновременно командующий Московской зоной ПВО. Участник Великой Отечественной войны. Был начальником Главного управления ПВО РККА с июля по ноябрь 1941 года. С ноября — заместитель командующего Войсками ПВО территории страны — начальник Главного управления ПВО РККА. С 12 апреля 1942 года стал командующим Горьковским дивизионным районом ПВО. В июне 1943 года был снят с этой должности за недостатки в организации обороны промышленных объектов и назначен начальником Высшей офицерской школы ПВО.
В послевоенный период был руководителем отдела (с 1952 года — управления) вузов зенитной артиллерии ПВО страны (1952—1954), начальником военно-учебных заведений ПВО страны (1954—1955). В ноябре 1955 года был по болезни уволен с действительной военной службы в запас. Умер 27 января 1978 года. Похоронен в Москве, на Ваганьковском кладбище, участок № 13. Здесь же похоронена жена — Осипова Галина Ивановна (1919—2007).

## Воинские звания
- комбриг (1935)
- генерал-майор артиллерии (4.06.1940)

## Награды
- орден Ленина
- три ордена Красного Знамени
- орден Красной Звезды
- Медаль «XX лет Рабоче-Крестьянской Красной Армии» (22.02.1938)
- Медаль «За победу над Германией в Великой Отечественной войне 1941—1945 гг.»
- медали СССР